# 佐伯市
佐伯市（日语：／ Saiki shi */?）是位于日本大分縣東南部的一個城市，為九州裡面積最大的市町村級行政區劃。
東部面向豐後水道，其海岸由於為谷灣地形，已被列為日豐海岸國定公園的範圍。西部和南部的內陸地區則屬於祖母傾國定公園。

## 人口
| 佐伯市人口分布圖 |                                               |  |
| 佐伯市與日本全國年齡別人口分布比較圖 （2005年資料） | 佐伯市的年齡、男女別人口分布圖 （2005年資料） |  |
| ■紫色是佐伯市 ■綠色是全国 | ■藍色是男性 ■紅色是女性                       |  |
| 佐伯市人口變化 \| 1970年 \| 96,667人 \| \| \| 1975年 \| 96,317人 \| \| \| 1980年 \| 96,534人 \| \| \| 1985年 \| 95,907人 \| \| \| 1990年 \| 91,217人 \| \| \| 1995年 \| 88,116人 \| \| \| 2000年 \| 84,449人 \| \| \| 2005年 \| 80,297人 \| \| \| 2010年 \| 76,951人 \| \| \| 2015年 \| 72,211人 \| \| \| 2020年 \| 66,851人 \| \| |                                               |  |
| 資料來源：日本總務省統計中心提供之人口普查數據 |                                               |  |
| 1970年 | 96,667人                                      |  |
| 1975年 | 96,317人                                      |  |
| 1980年 | 96,534人                                      |  |
| 1985年 | 95,907人                                      |  |
| 1990年 | 91,217人                                      |  |
| 1995年 | 88,116人                                      |  |
| 2000年 | 84,449人                                      |  |
| 2005年 | 80,297人                                      |  |
| 2010年 | 76,951人                                      |  |
| 2015年 | 72,211人                                      |  |
| 2020年 | 66,851人                                      |  |

## 歷史
過去曾為佐伯藩的城下町。
舊佐伯市與周邊的南海部郡地區由於屬於相同的生活圈，過去被合稱為「佐伯南郡」；因此在平成大合併開始推行第二年的2000年12月27日佐伯市與南海部郡轄下的5町3村變合組了「任意合併協議會」，並於2002年5月1日進一步設置「法定合併協議會」；最終在2003年8月31日完成合併簽約，2005年3月3日完成合併。

### 年表
- 1889年4月1日：實施町村制，現在的轄區在當時分屬以下地區。
  - 南海部郡：
    - 佐伯町：由佐伯村改制而成。
    - 上堅田村：由池田村、長谷村合併而成。
    - 下堅田村：由堅田村、長良村合併而成。
    - 鶴岡村：由鶴望村、上岡村、稻垣村合併而成。
    - 八幡村：由戶穴村、霞浦村、海崎村合併而成。
    - 大入島村：由石間浦、守後浦、荒網代浦、鹽內浦、久保浦、片神浦、高松浦、日向泊浦合併而成。
    - 西上浦村：由狩生村、二榮浦、護江浦合併而成。
    - 東上浦村：由最勝海浦、津井浦、淺海井浦合併而成。
    - 青山村：由青山村改制而成。
    - 木立村：由木立村改制而成。
    - 切畑村：由細田村、平井村、門田村、江良村、提內村合併而成。
    - 上野村：由山梨子村、井崎村、小田村、上小倉村合併而成。
    - 明治村：由庄木村、大坂本村、尺間村合併而成。
    - 中野村：由笠掛村、風戶村、三股村、宇津津村、波寄村、小川村、小半村合併而成。
    - 因尾村：由因尾村、上津川村、山部村、堂野間村、井之上村合併而成。
    - 川原木村：由横川村、仁田原村、赤木村合併而成。
    - 直見村：由上直見村,、下直見村合併而成。
    - 東中浦村：由羽出浦、中越浦、丹賀浦、梶寄浦、大島合併而成。
    - 西中浦村：由吹浦、地松浦、沖松浦、有明浦合併而成。
    - 米水津村：由浦代浦、竹野浦、小浦、色利浦、宮野浦合併而成。
    - 蒲江村：由蒲江浦、猪串浦合併而成。
    - 名護屋村：由野野河內浦、森崎浦、丸市尾浦、葛原浦、波當津浦合併而成。
    - 上入津村：由畑野浦、楠本浦合併而成。
    - 下入津村：由竹野浦、河內、西野浦合併而成。

  - 大野郡：
    - 小野市村：由小野市村、南田原村、木浦內村、木浦礦山合併而成。
    - 重岡村：由重岡村、鹽見園村、大平村、河內村、千束村合併而成。
- 1911年1月1日：蒲江村改制為蒲江町（日语：蒲江町）。
- 1922年9月1日：中浦村（日语：中浦村 (大分県)）從東中浦村分村。
- 1937年4月1日：佐伯町、鶴岡村（日语：鶴岡村 (大分県)）、上堅田村（日语：上堅田村）合併為新設置的佐伯町（日语：佐伯町 (大分県)）。
- 1941年4月29日：佐伯町、八幡村（日语：八幡村 (大分県南海部郡)）、大入島村（日语：大入島村）、西上浦村（日语：西上浦村）合併為佐伯市。
- 1950年1月1日：大野郡小野市村、重岡村改隸屬南海部郡。
- 1950年12月19日：東上浦村改名為上浦村。
- 1951年1月1日：上浦村改制為上浦町（日语：上浦町 (大分県)）。
- 1951年4月1日：川原木村（日语：川原木村）和直見村（日语：直見村）合併為直川村（日语：直川村 (大分県)）。
- 1955年3月31日：
  - 下堅田村（日语：下堅田村）、木立村（日语：木立村）、青山村（日语：青山村 (大分県)）被併入佐伯市。
  - 小野市村（日语：小野市村）、重岡村（日语：重岡村）合併為宇目村。
  - 中浦村、東中浦村（日语：東中浦村）、西中浦村（日语：西中浦村）合併為鶴見村。
  - 蒲江町、名護屋村（日语：名護屋村 (大分県)）、上入津村（日语：上入津村）、下入津村（日语：下入津村）合併為蒲江町。
- 1955年6月1日：中野村（日语：中野村 (大分県)）、因尾村（日语：因尾村）合併為本匠村（日语：本匠村）。
- 1956年2月1日：切畑村（日语：切畑村）、上野村（日语：上野村 (大分県)）、明治村（日语：明治村 (大分県南海部郡)）合併為昭和村。
- 1957年4月1日：昭和村改名為彌生村。
- 1961年2月11日：鶴見村改制為鶴見町（日语：鶴見町 (大分県)）。
- 1961年11月3日：宇目村改制為宇目町（日语：宇目町）。
- 1966年2月1日：彌生村改制為彌生町。
- 2005年3月3日：佐伯市、上浦町、彌生町、本匠村、宇目町、直川村、鶴見町、米水津村（日语：米水津村）、蒲江町合併為新設置的佐伯市。

### 變遷表
| 1889年以前              | 1889年4月1日    | 1889年 - 1944年     | 1889年 - 1944年      | 1945年 - 1954年               | 1945年 - 1954年               | 1955年 - 1964年          | 1955年 - 1964年           | 1965年 - 1988年      | 1988年 - 現在 | 現在   |
| ----------------------- | --------------- | ------------------- | -------------------- | ----------------------------- | ----------------------------- | ------------------------ | ------------------------- | -------------------- | ------------- | ------ |
|                         | 佐伯町          | 1937年4月1日 佐伯町 | 1941年4月29日 佐伯市 | 1941年4月29日 佐伯市          | 1941年4月29日 佐伯市          | 1941年4月29日 佐伯市     | 佐伯市                    | 佐伯市               | 佐伯市        | 佐伯市 |
|                         | 鶴岡村          | 1937年4月1日 佐伯町 | 1941年4月29日 佐伯市 | 1941年4月29日 佐伯市          | 1941年4月29日 佐伯市          | 1941年4月29日 佐伯市     | 佐伯市                    | 佐伯市               | 佐伯市        | 佐伯市 |
|                         | 上堅田村        | 1937年4月1日 佐伯町 | 1941年4月29日 佐伯市 | 1941年4月29日 佐伯市          | 1941年4月29日 佐伯市          | 1941年4月29日 佐伯市     | 佐伯市                    | 佐伯市               | 佐伯市        | 佐伯市 |
|                         | 西上浦村        |                     | 1941年4月29日 佐伯市 | 1941年4月29日 佐伯市          | 1941年4月29日 佐伯市          | 1941年4月29日 佐伯市     | 佐伯市                    | 佐伯市               | 佐伯市        | 佐伯市 |
|                         | 八幡村          |                     | 1941年4月29日 佐伯市 | 1941年4月29日 佐伯市          | 1941年4月29日 佐伯市          | 1941年4月29日 佐伯市     | 佐伯市                    | 佐伯市               | 佐伯市        | 佐伯市 |
|                         | 大入島村        |                     | 1941年4月29日 佐伯市 | 1941年4月29日 佐伯市          | 1941年4月29日 佐伯市          | 1941年4月29日 佐伯市     | 佐伯市                    | 佐伯市               | 佐伯市        | 佐伯市 |
|                         | 下堅田村        | 下堅田村            | 下堅田村             | 下堅田村                      | 下堅田村                      | 1955年3月31日 併入佐伯市 | 佐伯市                    | 佐伯市               | 佐伯市        | 佐伯市 |
|                         | 青山村          |                     |                      |                               |                               | 1955年3月31日 併入佐伯市 | 佐伯市                    | 佐伯市               | 佐伯市        | 佐伯市 |
|                         | 木立村          |                     |                      |                               |                               | 1955年3月31日 併入佐伯市 | 佐伯市                    | 佐伯市               | 佐伯市        | 佐伯市 |
|                         | 東上浦村        | 東上浦村            | 東上浦村             | 1950年12月19日 改名為上浦村   | 1951年1月1日 上浦町           | 1951年1月1日 上浦町      | 1951年1月1日 上浦町       | 1951年1月1日 上浦町  | 佐伯市        | 佐伯市 |
|                         | 明治村          | 明治村              | 明治村               | 明治村                        | 明治村                        | 1956年2月1日 昭和村      | 1957年4月1日 改名為彌生村 | 1966年2月1日 彌生町  | 佐伯市        | 佐伯市 |
|                         | 上野村          |                     |                      |                               |                               | 1956年2月1日 昭和村      | 1957年4月1日 改名為彌生村 | 1966年2月1日 彌生町  | 佐伯市        | 佐伯市 |
|                         | 切畑村          |                     |                      |                               |                               | 1956年2月1日 昭和村      | 1957年4月1日 改名為彌生村 | 1966年2月1日 彌生町  | 佐伯市        | 佐伯市 |
|                         | 中野村          | 中野村              | 中野村               | 中野村                        | 中野村                        | 1955年6月1日 本匠村      | 1955年6月1日 本匠村       | 1955年6月1日 本匠村  | 佐伯市        | 佐伯市 |
|                         | 因尾村          |                     |                      |                               |                               | 1955年6月1日 本匠村      | 1955年6月1日 本匠村       | 1955年6月1日 本匠村  | 佐伯市        | 佐伯市 |
|                         | 直見村          | 直見村              | 直見村               | 1951年4月1日 直川村           | 1951年4月1日 直川村           | 1951年4月1日 直川村      | 1951年4月1日 直川村       | 1951年4月1日 直川村  | 佐伯市        | 佐伯市 |
|                         | 川原木村        |                     |                      | 1951年4月1日 直川村           | 1951年4月1日 直川村           | 1951年4月1日 直川村      | 1951年4月1日 直川村       | 1951年4月1日 直川村  | 佐伯市        | 佐伯市 |
|                         | 東中浦村        | 東中浦村            | 東中浦村             | 東中浦村                      | 東中浦村                      | 1955年3月31日 鶴見村     | 1961年2月11日 鶴見町      | 1961年2月11日 鶴見町 | 佐伯市        | 佐伯市 |
| 1922年9月1日 中浦村分村 | 東中浦村        |                     |                      |                               |                               | 1955年3月31日 鶴見村     | 1961年2月11日 鶴見町      | 1961年2月11日 鶴見町 | 佐伯市        | 佐伯市 |
|                         | 西中浦村        |                     |                      |                               |                               | 1955年3月31日 鶴見村     | 1961年2月11日 鶴見町      | 1961年2月11日 鶴見町 | 佐伯市        | 佐伯市 |
|                         | 米水津村        |                     |                      |                               |                               |                          |                           |                      | 佐伯市        | 佐伯市 |
|                         | 蒲江村          | 1911年1月1日 蒲江町 | 1911年1月1日 蒲江町  | 1911年1月1日 蒲江町           | 1911年1月1日 蒲江町           | 1955年3月31日 蒲江町     | 1955年3月31日 蒲江町      | 1955年3月31日 蒲江町 | 佐伯市        | 佐伯市 |
|                         | 上入津村        |                     |                      |                               |                               | 1955年3月31日 蒲江町     | 1955年3月31日 蒲江町      | 1955年3月31日 蒲江町 | 佐伯市        | 佐伯市 |
|                         | 下入津村        |                     |                      |                               |                               | 1955年3月31日 蒲江町     | 1955年3月31日 蒲江町      | 1955年3月31日 蒲江町 | 佐伯市        | 佐伯市 |
|                         | 名護屋村        |                     |                      |                               |                               | 1955年3月31日 蒲江町     | 1955年3月31日 蒲江町      | 1955年3月31日 蒲江町 | 佐伯市        | 佐伯市 |
|                         | 大野郡 重岡村   | 大野郡 重岡村       | 大野郡 重岡村        | 1950年1月1日 南海部郡重岡村   | 1950年1月1日 南海部郡重岡村   | 1955年3月31日 宇目村     | 1961年11月3日 宇目町      | 1961年11月3日 宇目町 | 佐伯市        | 佐伯市 |
|                         | 大野郡 小野市村 | 大野郡 小野市村     | 大野郡 小野市村      | 1950年1月1日 南海部郡小野市村 | 1950年1月1日 南海部郡小野市村 | 1955年3月31日 宇目村     | 1961年11月3日 宇目町      | 1961年11月3日 宇目町 | 佐伯市        | 佐伯市 |

## 交通

### 鐵路
- 九州旅客鐵道
  - 日豐本線：淺海井車站 - 狩生車站 - 海崎車站 - 佐伯車站 - 上岡車站 - 直見車站 - 直川車站 - 重岡車站 - 宗太郎車站

### 道路
高速道路
- 東九州自動車道：佐伯彌生休息區（日语：佐伯弥生パーキングエリア） - 佐伯交流道 - 佐伯堅田交流道（日语：佐伯堅田インターチェンジ） - 蒲江交流道（日语：蒲江インターチェンジ） - 蒲江波當津交流道（日语：蒲江波当津インターチェンジ）

## 觀光資源
祭典活動
- 佐伯春祭
- 海洋慶典in佐伯
- 佐伯番匠之火祭
- 豐後舟盛祭
- 佐伯市鄉土祭
- 直川獨角仙祭
- 直川鄉土盆踊大會、花火大會

名勝
- 城山、佐伯城遺跡
- 歴史和文学之道：日本之道100選之ㄧ
- 茶室「汲心亭」
- 城下町佐伯國木田獨歩館
- 豐後二見浦
- 蒲戶崎自然公園
- 小半鍾乳洞
- 小半森林公園
- 藤河內溪谷
- 豐後水道海事資料館
- 候鳥館

## 教育
高等學校
- 大分縣立佐伯鶴城高等學校（日语：大分県立佐伯鶴城高等学校）
- 大分縣立佐伯豐南高等學校（日语：大分県立佐伯豊南高等学校）
- 日本文理大學附屬高等學校（日语：日本文理大学附属高等学校）

特殊學校
- 大分縣立佐伯養護學校

## 姊妹、友好都市

### 海外
- 邯鄲市 （中華人民共和國河北省）：於1994年4月13日締結為友好都市。[2]
- 格拉德斯通（澳大利亚昆士蘭州）：於1996年9月4日締結為姊妹都市。[2]

## 本地出身之名人
- 阿南準郎：廣島東洋鯉魚前監督、現任球團部長
- あべこ：藝人
- 川崎憲次郎：職業棒球解説員、前職業棒球選手
- 大地洋輔：藝人
- 大谷ノブ彥：藝人
- 竹內力：俳優
- 富永一朗：漫畫家，生於京都市，於佐伯市接受教育。
- 西田和昭：藝人、電影評論家、俳優
- 野村謙二郎：前職業棒球選手
- 御手洗毅：佳能第一任社長
- 御手洗冨士夫：佳能現任執行長、日本經濟團體聯合會現任會長
- 村上勇：政治家
- 井脇ノブ子：政治家
- 高槻真裕：作曲家、編曲家、音樂製作人
- 嘉風雅繼：大相撲力士
- 矢野龍溪：小説家
- 星野亮：小説家
- 成迫健兒：田徑選手
- 河井誠：俳優

## 外部連結
- （日語） 佐伯市的X（前Twitter）
- （日語） 佐伯市的Facebook專頁
- （日語） 佐伯市的Instagram帳戶